# Horst Peter
Horst Peter (Leipzig, 24 de abril de 1946) é um ex-jogador de voleibol da Alemanha que competiu pela Alemanha Oriental nos Jogos Olímpicos de 1968 e 1972.
Em 1968, ele participou de sete jogos e o time alemão finalizou na quarta colocação na competição olímpica. Quatro anos depois, ele fez parte da equipe alemã que conquistou a medalha de prata no torneio olímpico de 1972, no qual jogou em quatro partidas